# Бабіно (Підляське воєводство)
Бабіно (пол. Babino) — село в Польщі, у гміні Хорощ Білостоцького повіту Підляського воєводства.
Населення — 85 осіб (2011).
У 1975—1998 роках село належало до Білостоцького воєводства.

## Демографія
Демографічна структура станом на 31 березня 2011 року:
|          | Загалом | Допрацездатний вік | Працездатний вік | Постпрацездатний вік |
| -------- | ------- | ------------------ | ---------------- | -------------------- |
| Чоловіки | 48      | 7                  | 36               | 5                    |
| Жінки    | 37      | 3                  | 27               | 7                    |
| Разом    | 85      | 10                 | 63               | 12                   |